# Praziquantel
Praziquantel este un antihelmintic din clasa derivaților de izochinolină, fiind utilizat în tratamentul infestațiilor cauzate de viermi paraziți. Calea de administrare disponibilă este cea orală.
Molecula a fost aprobată pentru uz medical în Statele Unite ale Americii în anul 1982. Se află pe lista medicamentelor esențiale ale Organizației Mondiale a Sănătății.

## Utilizări medicale
Praziquantel este utilizat în tratamentul următoarelor infecții parazitare:
- schistosomiaze produsă de toate speciile de Schistosoma[11]
- echinococoză
- cisticercoză
- cauzate de Clonorchis sinensis/Opisthorchis viverrini

Medicamentul este disponibil și pentru uz veterinar.